# 96
96（九十六）是95与97之间的自然数。

## 在数学中
- 第71個合數，正因數有1、2、3、4、6、8、12、16、24、32、48和96。前一個為95、下一個為98。
質因數分解為{\displaystyle 2^{5}\times 3}。
- 第21個過剩數，真因數和為156，盈度為60。前一個為90、下一個為100。
  - 第22個半完全數，和為本身的其中一組因數為1、 2、 3、 4、 6、 8、 16、 24、 32。前一個為90、下一個為100。
- 第59個十进制的奢侈數。前一個為95、下一個為98。
- 第5個不可及數。前一個為88、下一個為120。
- 正九十六邊形為第24個可作圖多邊形。前一個為85、下一個為102。
- 欧拉函数的前17个自然数的和为96。
- 96写出来呈180°轴向对称。
- 1/96 = 0.010 416 666 666 ...

### 基本运算
| 乘法                             | 1  | 2   | 3   | 4   | 5   | 6   | 7   | 8   | 9   | 10  |  | 11   | 12   | 13   | 14   | 15   | 16   | 17   | 18   | 19   | 20   |
| -------------------------------- | -- | --- | --- | --- | --- | --- | --- | --- | --- | --- |  | ---- | ---- | ---- | ---- | ---- | ---- | ---- | ---- | ---- | ---- |
| {\displaystyle {{96}\times {x}}} | 96 | 192 | 288 | 384 | 480 | 576 | 672 | 768 | 864 | 960 |  | 1056 | 1152 | 1248 | 1344 | 1440 | 1536 | 1632 | 1728 | 1824 | 1920 |

## 在科学中
- 96是锔的原子序数[1]。

## 在天文学中
- 梅西耶天體M96是狮子座中的一个亮度为10.5等星等的螺旋星系。
- 星云和星团新总表中的第96个天体NGC 96是仙女座中的一个螺旋星系。
- 日食的沙罗周期始于94年7月1日，终于1374年8月8日，其第96系列的周期为1280.1年，包含72个日食。

## 在其它领域中
- 九龍巴士96線
- 印度電影《'96 （页面存档备份，存于）》
- 日本女歌手96貓
- 日軍九六式輕機槍
- 日軍轟炸機九六式陸上攻擊機
- 動作冒險遊戲《九十六號公路》
- 公元前96年、96年或1996年
- 在希尔斯堡惨剧中有96人丧生
- 古兰经第96章《血块》（al Alaq）
- Candy Crush Saga在第96關首次出現炸彈
- STS-96是發現號太空梭的第26次太空飞行，于1999年5月27日起飞
- 运行的兼容计算机的荧光屏的标准分辨率为96